# Canepina
Canepina ist eine italienische Gemeinde mit 2915 Einwohnern (Stand 31. Dezember 2023) in der Provinz Viterbo in der Region Latium.

## Geographie
Canepina liegt 68 km nördlich von Rom und 16 km östlich von Viterbo.
Der Ort liegt am Ostabhang der Monti Cimini östlich des Vicosees. Die Monti Cimini sind ein vor 4,5 Millionen Jahren vulkanisch entstandenes Mittelgebirge. Der Vicosee liegt in einer erloschenen Caldera.
Canepina ist Mitglied der Comunità Montana dei Cimini.
Die Nachbargemeinden sind Caprarola, Soriano nel Cimino, Vallerano und Viterbo.

### Ortsname
Der Name Canepina leitet sich von Canapa (Hanf) her. Bis ins 17. Jahrhundert wurde um den Ort hauptsächlich Hanf angebaut.

## Geschichte
Zahlreiche Funde beweisen, dass das Gebiet schon seit der Etruskerzeit besiedelt war. Erstmals urkundlich erwähnt wurde Canepina allerdings erst 1093. Damals gab die Kommune Viterbo den Ort an den Papst. 1534 schenkte Papst Paul III. Canepina seinem Sohn Pier Luigi II. Farnese, der es in sein Herzogtum Castro eingliederte. 1649, nach der Zerstörung von Castro, fiel es wieder an den Kirchenstaat.

## Bevölkerung
| 1871 | 1901 | 1921 | 1951 | 1971 | 1991 | 2001 |
| ---- | ---- | ---- | ---- | ---- | ---- | ---- |
| 2578 | 2604 | 2670 | 3088 | 3031 | 3098 | 3095 |

Quelle: ISTAT

## Politik
Aldo Maria Moneta trat nach der Wahl vom 26. Mai 2014 das Amt des Bürgermeisters an.

### Wappen
Das Wappen zeigt auf rotem Schild eine goldene Krone und zwei gekreuzte, grüne Palmzweige. Beides weist auf das Martyrium der Ortsheiligen Santa Corona hin. Die Krone als redendes Wappen (Corona = Krone), die Palmzweige als Erinnerung an das Martyrium. Corona soll zwischen zwei Palmen gespannt und so zerrissen worden sein.

### Partnergemeinden
- Laragne-Montéglin im Département Hautes-Alpes (Frankreich)

## Sehenswürdigkeiten
- Das Castello degli Anguillara stammt aus dem 14. Jahrhundert.
- Der Palazzo Farnese aus dem 16. Jahrhundert dient heute als Rathaus.
- In der Kirche Madonna del Carmine sind Fresken aus dem 15. Jahrhundert zu sehen.
- Die mittelalterliche Kirche Santa Maria Assunta wurde im 16. Jahrhundert erneuert.
- Im ehemaligen Karmeliterkloster ist das Museum für Volkskunst (Museo delle Arti e Tradizioni)

## Kulinarische Spezialitäten
Eine Spezialität ist Fieno di Canepina (Heu von Canepina), besonders fein geschnittene Eiernudeln.
Wichtigstes landwirtschaftliches Produkt sind Kastanien. Auf 1500 Hektar Anbaufläche werden jährlich ca. 25.000 dz Kastanien produziert. Im Oktober werden die Giornate della Castagne (Tage der Kastanie) gefeiert. Canepina ist Mitglied der Vereinigung Città del Castagno (Stadt der Kastanie).

## Söhne und Töchter des Ortes
- Aegidius de Viterbo (* um 1469, † 1532), Kardinal
- Paolo Braccini (* um 1907, † 1944), Partisan und Antifaschist
- Angelo Meloni genannt Picino (* um 1880, † 1945), Jockey